# Daniel Galera
Daniel Galera (São Paulo, 13 de julho de 1979) é um escritor e tradutor literário brasileiro. Foi um dos precursores do uso da internet para a literatura, editando e publicando textos em portais e fanzines eletrônicos entre 1997 e 2001. Foi um dos convidados da segunda edição da Festa Literária Internacional de Paraty (FLIP), em 2004. Já traduziu 13 livros, predominantemente das novas gerações de autores ingleses e norte-americanos. Publicou até então quatro livros, além de ter participado em algumas antologias de contos. O livro Cordilheira, parte integrante do projeto Amores Expressos, ganhou o Prêmio Machado de Assis de Romance, concedido pela Fundação Biblioteca Nacional em 2008, além do 3.º lugar do Prêmio Jabuti. 
Seu livro Barba ensopada de sangue também recebeu o 3º lugar no Prêmio Jabuti  e foi o vencedor da categoria de Melhor Livro do Ano no Prêmio São Paulo de Literatura 2013. Em 2016, lançou o romance Meia-Noite e Vinte e, em 2021, o seu mais recente livro, O Deus das Avencas, pela Companhia das Letras. Entre suas influências, Galera destaca Hilda Hilst, a quem atribui suas "coisas favoritas escritas por uma autora ou um autor brasileiro" , e Cormac McCarthy, "uma influência muito forte" em Barba ensopada de sangue.

## Biografia
Cresceu e passou boa parte da vida em Porto Alegre, onde voltou a viver recentemente, depois de ter morado por alguns anos em São Paulo - sua cidade natal - e Garopaba, em Santa Catarina. Formou-se em publicidade na Universidade Federal do Rio Grande do Sul (UFRGS). Foi colunista fixo do fanzine eletrônico CardosOnline, que também revelou Clarah Averbuck e Daniel Pellizzari. Após o encerramento do ezine em meados 2001, Galera fundou a editora Livros do Mal voltada à nova literatura, junto com dois outros colegas também egressos da extinta publicação, Daniel Pellizzari e Guilherme Pilla. Falando da sua motivação para fundar a editora, Galera diz: "Nossa vontade era ser lido. Não era vontade de conquistar fama ou de receber convite de uma grande editora." Em 2005, exerceu o cargo de coordenador do Livro e da Literatura na Secretaria Municipal de Cultura da Prefeitura de Porto Alegre.

## Trabalhos
Como tradutor, Galera busca trabalhar com obras das novas gerações de autores ingleses e norte-americanos, como quadrinhos de Robert Crumb e os romances "Sobre a beleza" (Zadie Smith), "Reino do Medo" (Hunter Thompson), "Extremamente alto e incrivelmente perto" (Jonathan Safran Foer) e, em parceria com Daniel Pellizzari, "Trainspotting" e "Pornô", (Irvine Welsh).. Traduziu, também, uma antologia de textos de David Foster Wallace, a obra Ficando longe do fato de já estar meio que longe de tudo.
Como escritor possui quatro livros publicados, além de participações em algumas antologias de contos. Seu livro de estreia, uma coletânea de contos chamada "Dentes Guardados", foi publicada em 2001 pela editora Livros do Mal e encontra-se disponível na internet. Em 2003 publica "Até o Dia em que o Cão Morreu", escrito quando ele tinha 23 anos. No livro, Galera narra a história de um jovem de classe média, recém-formado em Letras, que leva uma vida sem realizações num apartamento que aluga no centro de Porto Alegre. O livro traça um retrato de muitos de seus contemporâneos, jovens sem perspectivas ao se formar da faculdade, e narra suas dificuldades para enfrentar a realidade e suas maneiras de se relacionar afetivamente. Em 2007, o livro ganhou adaptação cinematográfica com o título de "Cão sem Dono", dirigido por Beto Brant e com colaboração de Renato Ciasca.
Estreou na Companhia das Letras em 2006, quando publicou o seu terceiro romance, "Mãos de Cavalo". No livro, a história se desenvolve ao redor de um personagem em três momentos distintos de sua vida: um garoto de dez anos que pilota sua Caloi Cross em um trecho urbano; um cirurgião plástico de sucesso que vive um casamento quase frustrado e que vai escalar o Cerro Bonete, na Bolívia; e adolescente tímido e pacato que encara o valentão da turma durante uma partida de futebol. Ao longo do romance os três enredos se entrelaçam, atraídos para um ponto em comum. De acordo com Galera, o tema principal do livro é a identidade e a inutilidade de se tentar definí-la. Mãos de Cavalo mostra que apenas até certo ponto as pessoas conseguem programar aquilo que são e o que representam para os outros. De um momento em diante, sobretudo em situações-limite, elas passam a ser elas mesmas, sem mediações.
Em 2008, Galera publicou o romance "Cordilheira", ambientado em Buenos Aires. A protagonista do livro é Anita, uma jovem escritora que perde o interesse por literatura e apenas cuida do desejo inadiável de gerar um filho. Movida por essa ideia fixa, acaba indo para Buenos Aires onde se envolve com uma seita de escritores. O livro foi o primeiro lançamento do projeto Amores Expressos da Companhia das Letras, onde diferentes escritores brasileiros visitaram capitais no exterior para escrever obras de ficção. Em 2008 o livro foi o vencedor do Prêmio Literário Machado de Assis da Fundação Biblioteca Nacional na categoria romance.
Galera foi selecionado em 2012 como um dos 20 melhores jovens escritores da revista britânica Granta, "que indica os nomes que irão construir o mapa da literatura brasileira".  No Brasil a revista é publicada pelo selo Alfaguara, que pertence à editora Objetiva.
Em 2016, retoma a temática da relação internet e literatura com o romance Meia-Noite e Vinte, mesclando temas como pré-apocalíptico, bem como bugs do milênio e crises políticas recentes do País. Atualmente, é um dos vanguardistas na literatura de geração, juntamente com Michel Laub.

## Lista de obras
| - Meia-Noite e Vinte, Companhia das Letras, 2016; - Barba ensopada de sangue, Companhia das Letras, 2012; - Cordilheira, Companhia das Letras, 2008; - Mãos de Cavalo,Companhia das Letras, 2006; - Até o dia em que o cão morreu, editora Livros do Mal, 2003; Companhia das Letras, 2007. - Dentes Guardados, editora Livros do Mal, 2001. - O deus das avencas, Companhia das Letras, 2021. - Cachalote, Quadrinhos na Cia, 2010 (com Rafael Coutinho). | - Granta 9, Alfaguara, 2012. - Geração Zero Zero, Língua Geral, 2011. - Lusofonica: La Nuova narrativa in Lingua Portoghese, La Nuova Frontiera, Itália, 2006. - Sex'n'Bossa, Mondadori, Itália, 2005; - Contos de Bolso, Casa Verde, 2005; - Os Cem Menores Contos Brasileiros do Século, Ateliê Editorial, 2004; - Contos de oficina 24, WS, 2000; - Literatura Século XXI, vol. 2, Blocos, 1999. - Manuale per investire cani, Arcana Libri, Itália, 2004. - Sogni all'alba del ciclista urbano, Mondadori, Itália, 2008. - Manos de Caballo, Argentina, Interzona, 2007. - Mãos de Cavalo, Caminho Editorial, Portugal, 2008 - Cordilheira, Caminho Editorial, Portugal, 2010 - Cachalot, Cambourakis, França, 2012 - Paluche, Gallimard, França, 2010 - Flut, Suhrkamp, Alemanha, 2013 - Barba xopa de sang, L'altra editorial, Catalunha, 2014 - Barba empapada de sangre, Literatura Random House, Argentina, 2014 - Blood-Drenched Beard, Penguin Books, EUA, 2015 - Broda zalana krwią, Dom wydawniczy Rebis, Polônia, 2016 - Brada natopljena krvlju, Geopoetika, Sérvia, 2019 - Twenty After Midnight, Penguin Books, EUA, 2020 |

## Prêmios
- Prêmio Açorianos de Literatura: Editora do Ano (Porto Alegre, 2003).
- Prêmio Machado de Assis de Romance da Fundação Biblioteca Nacional (Rio de Janeiro, 2008), por Cordilheira[2].
- Prêmio Jabuti de Literatura: terceiro lugar na categoria Romance (São Paulo, 2009), por Cordilheira; 3.º lugar na categoria Romance por Barba ensopada de sangue (São Paulo, 2013).
- Prêmio HQ Mix Novo Talento: Roteirista (São Paulo, 2010), por Cachalote.
- Prêmio São Paulo de Literatura 2013 - Melhor Livro do Ano por Barba ensopada de sangue